# Cyperus hirtellus
Cyperus hirtellus là loài thực vật có hoa trong họ Cói. Loài này được (Chiov.) Kük. mô tả khoa học đầu tiên năm 1935.